# Cornelis (película de 2010)
Cornelis es una película de 2010 de drama sueca dirigida por Amir Chamdin.
La película es sobre la vida de la leyenda de música sueca Cornelis Vreeswijk, interpretado por Hands Erik Dyvik Husby, también conocido como Hank Von Helvete, cantante de la banda Turbonegro. Se centra alrededor del regufio de Vreeswijks a Suecia cuando era un niño y sus puntos de vista radicales políticos, alcoholismo y el gusto por las mujeres en su vida adulta. El estreno de la película en Suecia fue el 12 de noviembre de 2010.

## Recepción
Por lo general fue bien recibida. Svensja Dagbladet dijo que la película fue hecha con una "atención tremenda a los detalles" y que los actores "interpretaron significativamente" sus personajes. Aftonbladet dijo que Amir Chamdin es "un narrador poético de película que lleva una imagen conmovedora de un hombre excepcional", pero que la película "trata de mostrar demasiado, una vida entera, al mismo tiempo mientras muestra muy poco."

## Elenco
- Hans Erik Dyvik Husby como Cornelis Vreeswijk.
- Malin Crépin como Ingalill Rehnberg.
- Helena af Sandeberg como Bim Warne.
- David Dencik como Fred Åkerström.
- Johan Glans como Anders Burman.
- Frida Sjögren como Anita Strandell.
- Vera Vitali como Ann-Christin Wennerström.
- Pernilla Andersson como Ann-Louise Hansson.
- Louis Fellbom como Jack Vreeswijk.
- Adrian Munoz Nordqvist como Cornelis Vreeswijk de joven.
- Fabian Fourén como Jack Vreeswijk a los 6 años.